# Site mégalithique d'Outeiro de Ante
Le site mégalithique d'Outeiro de Ante est un groupe de  tumulus situé dans la freguesia de Campelo e Ovil (pt), sur le territoire de la municipalité de Baião (district de Porto, Portugal),. 
Le mot mamoa (pt) est utilisé dans le nord-ouest de la péninsule ibérique pour désigner les tumulus funéraires caractéristiques du Néolithique.

## Description
Les vestiges de  ces monuments mégalithiques, construits au Chalcolithique, est un groupe de quatre tumulus (mamoa en portugais) dont certains ont été étudiés.
C'est à Outeiro de Ante, en 1978, que les fouilles ont commencé dans la Serra da Aboboreira (pt) avec la fouille de Mamoa 3, après avoir étudié pour la première fois l'intégralité d'un tumulus, au lieu de la limitation habituelle de l'exploration, jusqu'alors, au Portugal, à la chambre funéraire et à ses artéfacts.
- Mamoa 1 : Il est le plus grand monument mégalithique de la Serra da Aboboreira. Le tumulus a une hauteur maximale d'environ 2 m et a une forme subelliptique avec un diamètre d'environ 21 × 19 m. Le dolmen a une forme polygonale allongée, sub-elliptique, à l'origine avec sept orthostates, et une allée couverte à l'est. En 2006, lors de travaux de restauration, un système de drainage simple et une couverture géotextile ont également été placés dans la zone du tertre.
- Mamoa 2 : C'est un dolmen simple, avec un anneau de contrefort circulaire. Il possède une dalle de couverture circulaire en pierre protégeant la chambre funéraire de 6 m de diamètre. Aux abords du tertre, le terrain recouvert contenait une grande quantité de charbon de bois dont la datation au carbone 14 indiquait entre 5200 et 4470 av. J.-C. (fin du VIe millénaire av. J.-C. au milieu du Ve millénaire av. J.-C.. La chambre du dolmen avait son entrée orientée vers l'est et comportait cinq orthostates (3 déplacés et 2 fragments de piliers à leur place). Des traces de céramiques et de pierres taillées en silex ont été retrouvées.
- Mamoa 3 : Celui-ci mesure environ 11 m de long sur son axe mineur et environ 14 m de long sur son axe majeur et était soutenu par des pierres, à la fois en surface (formant une coque protectrice) et en périphérie, l'entourant d'un type de support de confinement. Il s'agit d'une simple chambre polygonale sans couloir, avec deux orthostates trouvés sur son site. L'analyse des charbons de bois à la base du tumulus a indiqué une datation entre 4810 et 2290 av. J.-C. (début du Ve millénaire av. J.-C. à la fin du IIIe millénaire av. J.-C.). Le tumulus était consolidé par une seule couche de pierres (en forme de dalles) dans sa partie centrale supérieure, autour de la chambre. La base de ces pierres et leurs interstices étaient remplis de petits blocs anguleux de quartzite ou de quartz, intentionnellement brisés pour renforcer la structure. Plus à l'extérieur, la couche devient double, triple ou quadruple, les dalles de la périphérie, situées à plus grande profondeur, étant de grand format. On est passé progressivement d'une dalle sur le dessus à une sorte de couronne circulaire qui soutenait le terrain qui formait toute la base du monument. L'emboîtement des pierres dans cette structure était, dans les zones bien conservées, très parfait, beaucoup de ces pierres étant spécialement façonnées pour mieux s'adapter à l'espace qu'elles allaient remplir. En 2006, lors des travaux de restauration, il n'a pas été possible de reconnaître s'il s'agissait d'une chambre fermée ou ouverte. Le monticule a ensuite été recouvert de terre et une couverture géotextile a été placée à l'intérieur de la chambre et un système de contrefort de la chambre et un système de drainage simple ont été construits.